# Лейси, Адель
Аде́ль Ле́йси (англ. Adele Lacy), урождённая — А́делин  Шарло́тта Фёргестад (англ. Adeline Charlotte Fergestad; 8 сентября 1910, Миннеаполис, Миннесота, США — 3 июля 1953, Мехико, Мексика) — американская актриса

.

## Биография и карьера
Аделин Шарлотта Фёргестад родилась 8 сентября 1910 года в Миннеаполисе (штат Миннесота, США) в семье Морриса и Мины Фёргестад. У неё был старший брат — Си Марвин. У неё были норвежские корни. Она посещала Младшую школу самовыражения, Среднюю школу им. Джефферсона и Западную среднюю школу в Миннеаполисе и начала сниматься в местных постановках в раннем возрасте. В 1926 году, в возрасте 15-ти лет, она присоединилась к танцевальной труппе Гаса Эдвардса «Juvenile Frolic», когда они выступали в Хеннепине. Она получила образование в области танца от Хелен Нобл. Позже, в том же году, она стала лицом Миннеаполисской конфетной компании «Sweetest Maid» и получила звание «Мисс Sweetest Maid». Она переехала в Голливуд, штат Калифорния, вскоре после присоединения к группе Эдвардса и получила образование в Голливудской средней школе в 1928 году.
После переезда в Голливуд, Лейси появилась в одиннадцати фильмах. В 1933 году появилась в мюзикле «42-я улица».
До проведения переписи населения США в 1930 году, она была замужем за фотографом Мэдисоном Си Лейси (1898—1978). Вторым мужем Лейси был режиссёр Уолтер Фаттер (1900—1958), они поженились в декабре 1937 года. Во время Второй мировой войны, она пересекла Атлантический океан, чтобы играть в мюзиклах в Англии с любительским составом, чтобы развлечь войска. В 1945—1953 годы, супруги жили в пригороде Нью-Джерсиа, в Плейнфилде.
Она умерла за пределами США, в Мехико, Мексика, 3 июля 1953 года.